# Un Natale da cani
Un Natale da cani (Simpsons Roasting on an Open Fire o The Simpsons Christmas Special) è il primo episodio della sitcom animata statunitense de I Simpson, nonché il primo special natalizio.

## Trama
È Natale a casa Simpson e si va incontro ad alcuni problemi: il figlio più grande, Bart, decide di tatuarsi, nonostante il divieto dei genitori. Quando viene scoperto, sua madre, la premurosa Marge, si ritrova costretta a spendere, per la rimozione, tutti i risparmi messi da parte per i regali di Natale, confidando vanamente nella tredicesima del marito, il pigro Homer. Il suo capo della centrale nucleare, il misantropo signor Burns, annuncia però che verrà negata la tredicesima a tutti i dipendenti della centrale nucleare. Homer si ritrova così senza soldi per i regali (a Marge comprerà una confezione di collant da 6, a Bart dei block notes e alla tenera Maggie una bistecca giocattolo per cani) né tantomeno per l'albero di Natale, che infatti ruberà.
Nel vano tentativo di ovviare al problema, Homer trova un secondo lavoro come Babbo Natale in un centro commerciale, dove guadagna 13 dollari. Sconsolato, si fa convincere dall'amico ubriaco Barney Gumble, con l'insistenza di Bart, a giocare i pochi dollari guadagnati al cinodromo, decidendo all'ultimo di puntare su un cane chiamato Piccolo aiutante di Babbo Natale. Il cane arriva ultimo (anzi, non arriva affatto al traguardo) e Homer perde così i pochi soldi rimasti. Mentre lascia il cinodromo con Bart si ritrova tra le braccia Piccolo Aiutante di Babbo Natale, cacciato via a pedate dal padrone dopo l'ennesima figuraccia. Bart insiste per tenerlo e portarlo a casa e Homer non riesce a negargli questo regalo.
La famiglia è felice dell'arrivo del nuovo arrivato e festeggia il Natale con il dormiglione nonno – padre di Homer – e le fumatrici Patty e Selma – sorelle gemelle di Marge – a casa Simpson.

## Produzione
La Fox era estremamente riluttante a trasmettere la serie, in quanto non credeva potesse reggere la durata di un normale episodio di venti minuti o di mezz'ora. Proposero agli autori di produrre tre corti da sette minuti ciascuno e quattro speciali, per vedere le reazioni del pubblico e farli abituare alla lunghezza dello show (anche se il vero problema, secondo gli ideatori, era quello di rendere plausibili e ben voluti dei personaggi così grotteschi).
Alla fine, però, vista l'insistenza degli ideatori, la Fox chiese tredici episodi dalla durata di trenta minuti. La serie sarebbe dovuta iniziare nell'autunno del 1989, ma a causa di problemi e ritardi dovuti all'animazione del primo episodio previsto, Sola, senza amore, la serie iniziò il 17 dicembre 1989, con questo speciale natalizio. Sola, senza amore, invece, venne trasmesso alla fine della stagione, come ultimo episodio.
David Silverman diresse l'episodio (e creò lo standard visivo degli occhi dei Simpson: la pupilla doveva essere 1/7 rispetto all'intero occhio), mentre Rich Moore fece i layout e creò il design di Ned Flanders. Molte scene, comunque, vennero ripulite e raffinate da Eric Stefani, fratello di Gwen Stefani (che molti, all'epoca, scambiarono per la sorella di Groening stesso). Per colpa dell'utilizzo di foglio acetati, spessi e con molti strati, erano visibili molte macchie e aloni, causate dallo sovrapposizione dei vari strati.
L'episodio si distacca notevolmente da quello che saranno le puntate future: oltre all'acerbo design dei personaggi ha, infatti, un ritmo più lento e una storia più semplice e alcuni dei filoni narrativi verranno poi abbandonati, come la grave situazione economica della famiglia. Il nome di Barney, l'alcolizzato amico di Homer, è una citazione da Barney Rubble, compagno di Fred Flintstone. Originariamente, Groening voleva che i due fossero vicini di casa, quasi per rimarcare il riferimento alla serie animata.
La puntata venne trasmessa per prima, senza però la consueta scena d'apertura, che fu aggiunta nel secondo episodio, quando a Groening venne l'idea di una lunga sequenza iniziale usando meno animazione.

## Citazioni e riferimenti
- Nell'episodio è presente anche una parodia di Goldfinger.
- Bart, durante la puntata, fa riferimento ai Puffi, a Batman, a Peter Pan e a Charlie Brown.
- La recita dei Babbo Natale da tutto il mondo è basata su una esperienza di Matt Groening in seconda elementare, dove dovette fare una ricerca sul Natale festeggiato in Russia, visto che i suoi nonni erano russi. La maestra, però, lo fermò:

- Durante i titoli di coda, la famiglia canta Rudolph the Red-Nosed Reindeer.

## Premi e accoglienza
L'episodio è stato candidato per due Emmy 1990: Miglior programma animato (premio poi vinto da Nati per essere sfrenati) e Miglior montaggio per una miniserie o per uno speciale, in quanto la puntata è da considerarsi uno speciale natalizio.
L'episodio ha anche sollevato, involontariamente, il problema dell'abbandono dei cani e fu applaudito da diversi enti. Infine, lo show fu innovativo non solo per i temi trattati e per il target al quale si riferiva, ma anche perché era il primo, dopo molti anni, ad andare in onda in prima serata. Questo, comunque, creò molti problemi con i censori della Fox, che, all'epoca, censurarono parole come "inguine", "chiappa" e alcune situazioni che oggi sarebbero passate senza problemi.
Tra i primi fan della serie è presente anche Steven Spielberg.